# Mai 1866

## Événements
- 12 mai : décret de mobilisation générale en Prusse. Napoléon III propose une conférence internationale pour aboutir au désarmement général.

- 22 mai : Cuza est remplacé en Moldavie-Valachie par le prince Karl de Hohenzollern-Sigmaringen, âgé de 27 ans, imposé par Bismarck et Napoléon III.

- 29 mai (France : explosion dans la fabrique de M. Aubin, artificier à la Petite Villette à Paris.

- 31 mai : Napoléon III annonce le retrait des troupes françaises du Mexique.

## Naissances
- 10 mai : Léon Bakst, peintre russe († 27 décembre 1924).
- 17 mai : Erik Satie, compositeur français († 1er juillet 1925).
- 22 mai : Charles F. Haanel, écrivain américain († 27 novembre 1949).

## Décès
- 11 mai : Franz Xaver Petter, peintre autrichien (° 23 octobre 1791).
- 26 mai : Aleksander Połujański, forestier, encyclopédiste et poète polonais (° 1814).